# رحبعام بن سليمان
بعد وفاة النبي سليمان أعلن ابنه رحبعام نفسه ملكاً على بني إسرائيل فبايعه قبيلتي يهوذا وبنيامين، الذين كانا يقيمان في منطقة أورشليم وما حولها إلى جنوب فلسطين، ورفضت القبائل العشرة الآخرين مبايعته لخلاف نشب بينهم، وهكذا انقسمت مملكة إسرائيل إلى مملكتين :
- مملكة إسرائيل في الشمال : وكان أول ملوكهم يربعام بن نباط وهو ليس من بيت داود، وعاصمتها السامرة، وكانت هذه المملكة هي الأكبر من حيث المساحة والعدد، وقد أشرك يربعام وبنى أوثاناً وهياكل ودعا بني إسرائيل إلى عبادتها بدلا من الذهاب إلى أورشليم فأجابوه، ودامت دولتهم 250 سنة وانتهت سنة 721 قبل الميلاد حينما غزاهم سرجون ملك آشور واستولى على السامرة وسبى الأسباط وأجلى اليهود إلى ما وراء نهر الفرات وبذلك انتهت هذه الدولة ولم تقم لها قائمة.
- مملكة يهوذا في الجنوب : وكان أول ملوكها رحبعام بن سليمان وعاصمتها أورشليم وقد عاشت أكثر من أختها إسرائيل وتعرضت لغزوات من الشمال والجنوب وكان آخرها على يد نبوخذ نصر ملك بابل الذي غزاها سنة 606 قبل الميلاد، وتغلب عليها ودفعت له الجزية، ثم ثارت مرة أُخرى فغزاها سنة 593 فسبى من شعبها عشرة الآف من بينها أعيانها وأشرافها وكنوز الهيكل، وثارت عليه سنة 593 قبل الميلاد فأتاها هذه المرة سنة 586 قبل الميلاد وهدم أسوارها وأحرق الهيكل وسبى اليهود إلى بابل.

ويصف أحد كتاب الغربيين نهاية الدولتين فيقول : (هي قصة نكبات، وقصة تحررات لا تعود عليهم إلا بإرجاء نزول النكبة القاضية وهي قصة ملوك همج يحكمون شعباً من الهمج، حتى إذا وافت سنة 721 قبل الميلاد محت يد الأسر الآشوري مملكة إسرائيل من الوجود، وظلت مملكة يهوذا تكافح حتى أسقطها البابليون سنة 586 قبل الميلاد).